# Jiquílpan de Juárez
Jiquílpan de Juárez är en kommunhuvudort i Mexiko.   Den ligger i kommunen Jiquilpan och delstaten Michoacán de Ocampo, i den centrala delen av landet, 400 km väster om huvudstaden Mexico City. Jiquílpan de Juárez ligger 1 552 meter över havet och antalet invånare är 25 620.
Terrängen runt Jiquílpan de Juárez är kuperad åt sydväst, men åt nordost är den platt. Runt Jiquílpan de Juárez är det ganska glesbefolkat, med 47 invånare per kvadratkilometer. Närmaste större samhälle är Sahuayo de Morelos, 7,1 km norr om Jiquílpan de Juárez. I omgivningarna runt Jiquílpan de Juárez växer huvudsakligen savannskog.